# Dascyllus
Dascyllus Cuvier, 1829 è un genere di pesci ossei appartenente alla famiglia Pomacentridae, volgarmente noti come damigelle. 

## Descrizione
Le specie di questo genere sono tutte di forma discoidale.
La maggior parte delle specie presenta una livrea bianca e nera, solitamente a bande o a macchie.

## Biologia
Tutte le specie sono caratterizzate da ermafroditismo sequenziale, in quanto nascono femmine per poi diventare maschi con l'avanzare dell'età. Tuttavia, di rado, alcuni esemplari rimangono femmine per tutta la loro vita.

## Tassonomia
Il genere comprende le seguenti specie:
- Dascyllus albisella Gill, 1862
- Dascyllus aruanus (Linnaeus, 1758)
- Dascyllus auripinnis Randall & Randall, 2001
- Dascyllus carneus Fischer, 1885
- Dascyllus flavicaudus Randall & Allen, 1977
- Dascyllus marginatus (Rüppell, 1829)
- Dascyllus melanurus Bleeker, 1854
- Dascyllus reticulatus (Richardson, 1846)
- Dascyllus strasburgi Klausewitz, 1960
- Dascyllus trimaculatus (Rüppell, 1829)